# Casa Fronius din Sighișoara
Casa Fronius din Sighișoara, în care a locuit Franz Friedrich Fronius, este un moment istoric și de arhitectură din Cetatea Sighișoara.
Monumentul datează din sec. XVII-XVII și se află înscris în lista monumentelor istorice din județul Mureș. Este una din puținele case din oraș care au supraviețuit incendiului devastator din 1676.
În anul 2008 Casa Fronius a fost transformată într-o pensiune de cinci stele, care păstrează aceeași atmosferă săsească transilvăneană.
Pictura murală interioară și exterioară și stucaturile policrome de la „Casa Fronius” au fost recuperate și restaurate de restauratorul Romeo Gheorghiță și colectivul său. Pentru această activitate, ministrul culturii și cultelor a emis Ordinul nr. 2166/21.03.2008 prin care restauratorului i s-a acordat Premiul Național anual al Ministerului Culturii și Cultelor pentru Patrimoniul Cultural Național pentru anul 2007, categoria „Restaurarea monumentelor istorice”.